# Ксаверцин
Ксаверцин (пол. Ksawercin) — село в Польщі, у гміні Поддембиці Поддембицького повіту Лодзинського воєводства.
Населення — 141 особа (2011).
У 1975—1998 роках село належало до Серадзького воєводства.

## Демографія
Демографічна структура станом на 31 березня 2011 року:
|          | Загалом | Допрацездатний вік | Працездатний вік | Постпрацездатний вік |
| -------- | ------- | ------------------ | ---------------- | -------------------- |
| Чоловіки | 66      | 10                 | 46               | 10                   |
| Жінки    | 75      | 16                 | 38               | 21                   |
| Разом    | 141     | 26                 | 84               | 31                   |